# Manhole (album)
Manhole è un album di Grace Slick, pubblicato il 4 gennaio 1974. È il primo album accreditato alla sola Grace Slick; in precedenza aveva pubblicato Sunfighter nel 1971 con Paul Kantner, e Baron von Tollbooth & the Chrome Nun con Kantner e David Freiberg nel 1973.

## Tracce
Lato A
1. Jay (testo: Grace Slick, musiche: Grace Slick) - 2:43
2. Theme from the Movie Manhole (testo: Grace Slick, musiche: Grace Slick) - 15:23

Lato B
1. ¿Come Again? Toucan (testo: Grace Slick, musiche: David Freiberg) - 4:40
2. It's Only Music (testo: Robert Hunter, musiche: David Freiberg) - 4:32
3. Better Lying Down (testo: Grace Slick, musiche: Pete Sears) - 3:15
4. Epic No. 38 (testo: Paul Kantner, Grace Slick, Jack Traylor; musiche: Paul Kantner) - 7:23

## Formazione
- Grace Slick - voce e cori in ogni traccia tranne in It's Only Music; chitarra ritmica in Jay, piano in Theme from the Movie Manhole e Better Lying Down
- Peter Kaukonen – basso in Jay, chitarra acustica solista in Jay, mandolino in Theme from the Movie Manhole
- Steven Schuster – arrangimento orchestrale in Theme from the Movie Manhole e Epic No. 38
- David Freiberg – voce in Theme from the Movie Manhole, It's Only Music, e Epic No. 38, chitarra ritmica in Theme from the Movie Manhole e ¿Come Again? Toucan, piano in ¿Come Again? Toucan e It's Only Music, percussioni in ¿Come Again? Toucan e It's Only Music, basso in ¿Come Again? Toucan e It's Only Music, organo in It's Only Music, chitarra a 12 corde in It's Only Music
- Paul Kantner – voce in Theme from the Movie Manhole, It's Only Music, e Epic No. 38, chitarra a 12 corde in It's Only Music, chitarra ritmica in Epic No. 38, glass harmonica in Epic No. 38
- David Crosby – voce in Theme from the Movie Manhole
- Ron Carter – basso in Theme from the Movie Manhole
- Jack Casady – basso in Theme from the Movie Manhole e It's Only Music
- Craig Chaquico – chitarra solista in Theme from the Movie Manhole, ¿Come Again? Toucan, e Epic No. 38
- John Barbata – batteria in Theme from the Movie Manhole, ¿Come Again? Toucan, e Epic No. 38
- Gary Duncan – chitarra solista in It's Only Music
- Pete Sears – piano in Better Lying Down, basso in Epic No. 38
- Keith Grant – synthesizer programming in Epic No. 38
- London Symphony Orchestra – violini (John Georgiadis, Hans Geiger, Alan Traverse, Carlos Villa, Paul Scherman, Michael Jones, Jack Greenstone, John Ronayne, James Davis, Bernard Monshin, Fred Parrington, Denis McConnell), violas, (Kenneth Essex, John Coulling, John Underwood, Alex Taylor), violoncelli (Alan Dalziel, Bram Martin, Clive Anstee, Robin Firman), string basses (James Merrett, Keith Marjarom, Robin McGee, Chris Laurence), arpa (David Snell), flauti (Jack Ellory, Chris Taylor), oboe (Terence Macdonagh, Philip Hill), clarinetto basso (Frank Reidy), corno francese (Andrew McGavin, Douglas Moore), trombe (Michael Laird, George Whiting), trombe basse (Raymond Premru, Harold Nash), trombone basso (Peter Harvey), chitarra (Timothy Walker), percussioni (Alan Hakin, Terence Emery, Eric Allen, Stan Barrett) in Theme from the Movie Manhole
- Iaian MacDonald Murray, Calum Innes, Cohn Graham, Angus McTavish, Tom Duncan, Jack Scott, Angus MacKay, William Stewart – cornamusa in Epic No. 38

Crediti
- Grace Slick, David Freiberg, Paul Kantner – produttori
- Keith Grant – co-produttore, ingegnere del suono, mixdown engineer
- Steven Schuster – co-produttore
- Maurice – coordinatore della produzione
- Valeria Clausen, Mallory Earl, Bob Matthews – ingegneri del suono
- Sidney Margo – orchestra contractor
- Registrato a Wally Heider's, San Francisco
- Masterizzato a Lacquer Channel, Sausalito